# Familiekunde Vlaanderen
Familiekunde Vlaanderen is de overkoepelende genealogische vrijwilligersvereniging in Vlaanderen met als doel het genealogisch onderzoek te bevorderen en het brede publiek te helpen met het opstellen van een familiegeschiedenis. De vereniging biedt leden hulp bij het zoeken naar voorouders, het ordenen en bewaren van onderzoeksgegevens en documenten en het samenstellen van genealogische publicaties.
Deze organisatie is een fusie van de vroegere Vlaamse Vereniging voor Familiekunde (VVF, gesticht in 1964) en het Vlaams Centrum voor Genealogie en Heraldiek (VCGH, gesticht in 1978). Tot 2018 was het een door de Vlaamse overheid erkende en gesubsidieerde cultureel-erfgoedorganisatie.
Familiekunde Vlaanderen geeft een tijdschrift uit: "Vlaamse Stam" dat in 2023 aan zijn 58ste jaargang toe was. Bekende actieve leden van de vereniging zijn genealoog Johan Roelstraete en genetisch genealoog Prof. dr. Maarten Larmuseau, die tevens beiden redactielid zijn van "Vlaamse Stam".
Ze werkt als partner samen met Ketnet voor het programma 'Ben ik familie van', met Eclips TV voor het programma 'Het zit in de familie', en met het Red Star Line Museum voor de genealogische databank van het museum. Familiekunde Vlaanderen ondersteunt ook de populaire website om de distributie van de Belgische familienamen op te zoeken.
Familiekunde Vlaanderen is de Vlaamse tegenhanger van de Nederlandse Genealogische Vereniging.

## Afdelingen

### Documentatiecentra voor familiegeschiedenis
- Documentatie- en Studiecentrum voor Familiegeschiedenis (Merksem)
- West-Vlaams Documentatiecentrum voor Familiegeschiedenis (Oostende)
- Vlaams Centrum voor Genealogie en Heraldiek (VCGH Handzame)

### Provincie Antwerpen
- Regio Antwerpen
- Regio Kempen
- Regio Mechelen

### Provincie Oost-Vlaanderen
- Regio Aalst
- Regio Deinze
- Regio Dendermonde
- Regio Gent
- Regio Land van Waas
- Regio Meetjesland
- Regio Vlaamse Ardennen

### Provincie Vlaams-Brabant
- Regio Aarschot
- Regio Diest
- Regio Dilbeek
- Regio Leuven

### Provincie West-Vlaanderen
- Regio Brugge
- Regio Ieper-Diksmuide
- Regio Mandel-Leie
- Regio Oostende
- Regio Tielt
- Regio Westkust